# With a Lot o' Soul
Albums de The Temptations
Temptations Live!
(1966) In a Mellow Mood
(1967)
Singles
1. (I Know) I'm Losing You
Sortie : 2 novembre 1966
2. All I Need (en)
Sortie : 13 avril 1967
3. You're My Everything
Sortie : 13 juin 1967
4. (Loneliness Made Me Realize) It's You That I Need
Sortie : 26 septembre 1967

With a Lot o' Soul est le cinquième album studio du groupe The Temptations, sorti en juillet 1967.

## Titres

### Face 1
1. (I Know) I'm Losing You (Cornelius Grant, Eddie Holland, Norman Whitfield) – 2:26
2. Ain't No Sun Since You've Been Gone (Grant, Sylvia Moy, Whitfield) – 2:59
3. All I Need (en) (Frank Wilson, Holland, R. Dean Taylor) – 2:59
4. (Loneliness Made Me Realize) It's You That I Need (Holland, Whitfield) – 2:36
5. No More Water in the Well (Warren « Pete » Moore, Smokey Robinson, Robert Rogers) – 2:55
6. Save My Love for a Rainy Day (Roger Penzabene, Whitfield) – 2:55

### Face 2
1. Just One Last Look (Holland-Dozier-Holland) – 2:43
2. Sorry is a Sorry Word (Holland, Ivy Jo Hunter) – 2:26
3. You're My Everything (Grant, Penzabene, Whitfield) – 2:58
4. Now That You've Won Me (Robinson) – 2:57
5. Two Sides to Love (Moy, Whitfield) – 2:46
6. Don't Send Me Away (Eddie Kendricks, Robinson) – 2:56

## Musiciens
- David Ruffin : chant principal (1, 2, 3, 4, 5, 7, 8, 9, 10), chœurs
- Eddie Kendricks : chant principal (5, 6, 9, 11), chœurs
- Paul Williams : chant principal (5), chœurs
- Melvin Franklin : chant principal (12), chœurs
- Otis Williams : chant principal (5, 12), chœurs